# Jutta Niedhardt
Jutta Niedhardt (* 19. April 1965 in Harzgerode, DDR) ist eine deutsche TV-Moderatorin und Sängerin.

## Leben
Niedhardt entstammt einer Drogisten- und Apothekerfamilie. Nach dem Abitur und der Geburt ihrer Tochter 1983 arbeitete sie als Sängerin unter anderem bei der Gruppe Extratour in Erfurt und absolvierte am dortigen Konservatorium ihre Gesangsausbildung. 1991 zog sie nach München und nahm im gleichen Jahr mit der Gruppe Atlantis 2000 am Eurovision Song Contest in Rom teil, bei welchem die deutsche Formation den 18. Platz erzielte.
1992 arbeitete sie im Fitnessbereich als Beraterin und Prokuristin, moderierte parallel dazu bei TV Weiß-Blau das Sendeformat München Quizz und andere Events und Galaveranstaltungen. Von 1995 bis 2004 arbeitete Niedhardt mit der deutschen Pop-Band Saragossa Band zusammen und absolvierte Auftritte bei Liveacts und TV-Veranstaltungen u. a. in der Sendung Willkommen bei Carmen Nebel, Silvesterhitparade bei Uwe Hübner (ZDF), Silvesterstadl bei Karl Moik sowie bei Dieter Thomas Heck.
Seit 2004 konzentrierte sie sich hauptsächlich auf ihre Tätigkeit beim Teleshoppingsender HOT (heute HSE), bei dem sie bereits seit 1995 als Moderatorin der ersten Stunde tätig war mit Sendungen wie Pompöös, Bärbel Drexel Exclusiv, Schätze unserer Erde von Harry Ivens sowie der Amerika-Show. Sie war zu Gast in Sendungen wie Versteckte Kamera mit Tommy Ohrner oder als Moderatorin an der Seite von Frederic Meisner im wöchentlichen TV-Format „Hitcocktail“ auf Goldstar TV. Bei diesem Sender erhielt sie ein eigenes TV-Format. In ihrer täglichen Sendung „Schlager & Co. mit Maiki und Piccolino“ berichtete sie in Begleitung ihrer beiden Papillon-Hunde über die Stars und Sternchen der Musikbranche. Im Sonderformat „Schlager & Co. Extra“ begrüßte sie Gäste wie Matthias Reim, die Münchener Freiheit, André Stade und Nicole. Darüber hinaus arbeitete Niedhardt weiterhin redaktionell und schrieb Musik- und Moderationstexte, unter anderem für das Format „Goldies“ auf Goldstar TV. Sie entwickelte ihre eigenen Sendeformate wie „Juttas Weltreise“, „JN Perlen by Sogni d‘oro“ und ihr Kosmetik-Format „JN Jutta Niedhardt Kosmetik“. Seit März 2019 präsentiert Niedhardt ihre Produkte vorwiegend beim Homeshopping Sender 123tv.